# Меликуко
Меликуко (итал. Melicucco) је насеље у Италији у округу Ређо ди Калабрија, региону Калабрија.
Према процени из 2011. у насељу је живело 4599 становника. Насеље се налази на надморској висини од 163 м.

## Становништво
Према резултатима пописа становништва 2011. у општини је живело 5.045 становника.
| 1951. | 1961. | 1971. | 1981. | 1991. | 2001. | 2011. |
| ----- | ----- | ----- | ----- | ----- | ----- | ----- |
| 3.069 | 3.449 | 3.813 | 4.358 | 5.063 | 4.996 | 5.045 |